# NGC 1335
NGC 1335 est une galaxie lenticulaire située dans la constellation de Persée. NGC 1335 a été découverte par l'astronome français Édouard Stephan en 1869, mais cette découverte n'a pas été publiée. Stephan a de nouveau observé cette galaxie le 14 décembre 1881 et c'est cette observation qui a été inscrite au New General Catalogue sous la désignation NGC 1335. 

## Caractéristiques
Sa vitesse par rapport au fond diffus cosmologique est de 5 294 ± 95 km/s, ce qui correspond à une distance de Hubble de 78,1 ± 5,6 Mpc (∼255 millions d'al).